# Polonia ai Giochi della IX Olimpiade
La Polonia partecipò ai Giochi della IX Olimpiade, svoltisi ad Amsterdam, Paesi Bassi, dal 28 luglio al 12 agosto 1928,
con una delegazione di 93 atleti, di cui 11 donne, impegnati in 11 discipline,
aggiudicandosi 1 medaglia d'oro, 1 medaglia d'argento e 3 medaglie di bronzo.

## Medagliere

### Per discipline
| Sport            | Oro | Argento | Bronzo | Totale |
| ---------------- | --- | ------- | ------ | ------ |
| Atletica leggera | 1   | 0       | 0      | 1      |
| Equitazione      | 0   | 1       | 1      | 2      |
| Canottaggio      | 0   | 0       | 1      | 1      |
| Scherma          | 0   | 0       | 1      | 1      |
| Totale           | 1   | 1       | 3      | 5      |

### Medaglie
| Medaglia | Atleta                                                                                              | Sport            | Evento                      |
| -------- | --------------------------------------------------------------------------------------------------- | ---------------- | --------------------------- |
| Oro      | Halina Konopacka                                                                                    | Atletica leggera | Lancio del disco femminile  |
| Argento  | Kazimierz Gzowski Kazimierz Szosland Michał Antoniewicz                                             | Equitazione      | Salto ostacoli a squadre    |
| Bronzo   | Franciszek Bronikowski Edmund Jankowski Leon Birkholc Bernard Ormanowski Bolesław Drewek            | Canottaggio      | Quattro con maschile        |
| Bronzo   | Michał Antoniewicz Józef Trenkwald Karol von Rómmel                                                 | Equitazione      | Concorso completo a squadre |
| Bronzo   | Adam Papée Tadeusz Friedrich Kazimierz Laskowski Władysław Segda Aleksander Małecki Jerzy Zabielski | Scherma          | Sciabola a squadre maschile |